# Old Alton Bridge
Le Old Alton Bridge (en français : « Vieux pont d'Alton »), également connu sous le nom de Goatman's Bridge, est un pont historique en treillis de fer reliant les villes texanes de Denton et Copper Canyon. Le pont a été construit en 1884 par la King Iron Bridge Manufacturing Company, il transportait à l'origine des chevaux, puis des automobiles, sur Hickory Creek, à un endroit qui était autrefois populaire pour le passage du bétail. Le pont tire son nom de la communauté abandonnée d'Alton, qui, entre 1850 et 1856, était le siège du comté de Denton. Ce pont est le sujet de plusieurs histoires de fantômes mettant en scène un esprit vengeur.
Le pont Old Alton, très fréquenté, est resté en service jusqu'en 2001, date à laquelle la circulation des véhicules a été transférée vers un pont adjacent en béton et en acier. Avant la construction du nouveau pont, les automobilistes devaient klaxonner avant de traverser le pont à voie unique. Le nouveau pont a permis de redresser une courbe prononcée des deux côtés du ruisseau et d'offrir des voies de circulation supplémentaires.
Avec la suppression de la circulation automobile, le pont est devenu un lien important reliant les sentiers de randonnée et d'équitation d'Elm Fork et de Pilot Knoll. Aujourd'hui, c'est un endroit populaire pour les amoureux de la nature et les photographes. Le pont Old Alton a été inscrit au Registre national des lieux historiques le 8 juillet 1988.

## Histoire

### Travaux de construction
Le Old Alton Bridge a été construit en 1884 par une entreprise manufacturière afin de permettre aux voyageurs de se rendre de Denton à Dallas, au Texas.